# Calceolaria rufescens
Calceolaria rufescens är en toffelblomsväxtart som beskrevs av U. Molau. Calceolaria rufescens ingår i släktet toffelblommor, och familjen toffelblomsväxter. Inga underarter finns listade i Catalogue of Life.